# Polska Jagiellonów
Polska Jagiellonów – esej historyczny Pawła Jasienicy wydany w 1963 w Warszawie przez Państwowy Instytut Wydawniczy.
Napisana w latach 1959–1960 Polska Jagiellonów była kontynuacją Polski Piastów (1960). Autor kontynuuje w niej rozważania na temat dziejów Polski i omawia rządy władców z dynastii Jagiellonów. Zbiór historycznych esejów jest zaliczany do najbardziej znanych dzieł w literaturze polskiej.